# Энтолома
Энтоло́ма (лат. Entoloma) — род грибов из семейства Энтоломовые (Entolomataceae) порядка Агариковые (Agaricales). В литературе на русском языке также используется название розовопласти́нник, представляющее собой перевод синонимичного родового названия Rhodophyllus.
Большинство энтолом — сапротрофы, произрастающие в лесах на разлагающейся опавшей листве. Плодовые тела большинства видов подразделены на шляпку и ножку. Характерными признаками энтолом являются отсутствие как частного, так и общего покрывал, а также пластинки, приросшие к ножке или с нисходящими на неё зубцами.
Энтолома — один из самых изученных родов грибов, однако представления о его видовом составе крайне нестабильны. Предполагаемое число видов, входящих в этот род, — около тысячи.

## Описание
Плодовые тела шляпконожечные, небольших, средних или довольно крупных размеров, лишь у некоторых видов гастероидные. Тип развития плодовых тел гимнокарпный, то есть полностью отсутствуют частное и общее покрывала:85.
Шляпка конической, колокольчатой, плоской, плоско-выпуклой, выпуклой или воронковидной формы, тонкая или мясистая. Поверхность шляпки гладкая, бархатистая или чешуйчатая. Важным признаком для распределения видов по подродам является гигрофанность, то есть способность вбирать воду во влажную погоду, или негигрофанность шляпки. У представителей некоторых подродов край шляпки просвечивающий и радиально разлинованный, а у других он гладкий и непрозрачный:85.
Пластинки приросшие или узко приросшие к ножке, нисходящие на неё или с выемками и низбегающими на ножку зубцами, лишь у некоторых видов почти свободные от неё:85. Край пластинок ровный или слабо зубчатый. У многих видов кроме пластинок имеются пластиночки.
Ножка отсутствует или присутствует, центральная или эксцентрическая, короткая и мясистая или же тонкая и длинная, ровная или расширяющаяся к основанию:85. Поверхность ножки гладкая, бархатистая или мелкочешуйчатая, у некоторых видов полосатая.

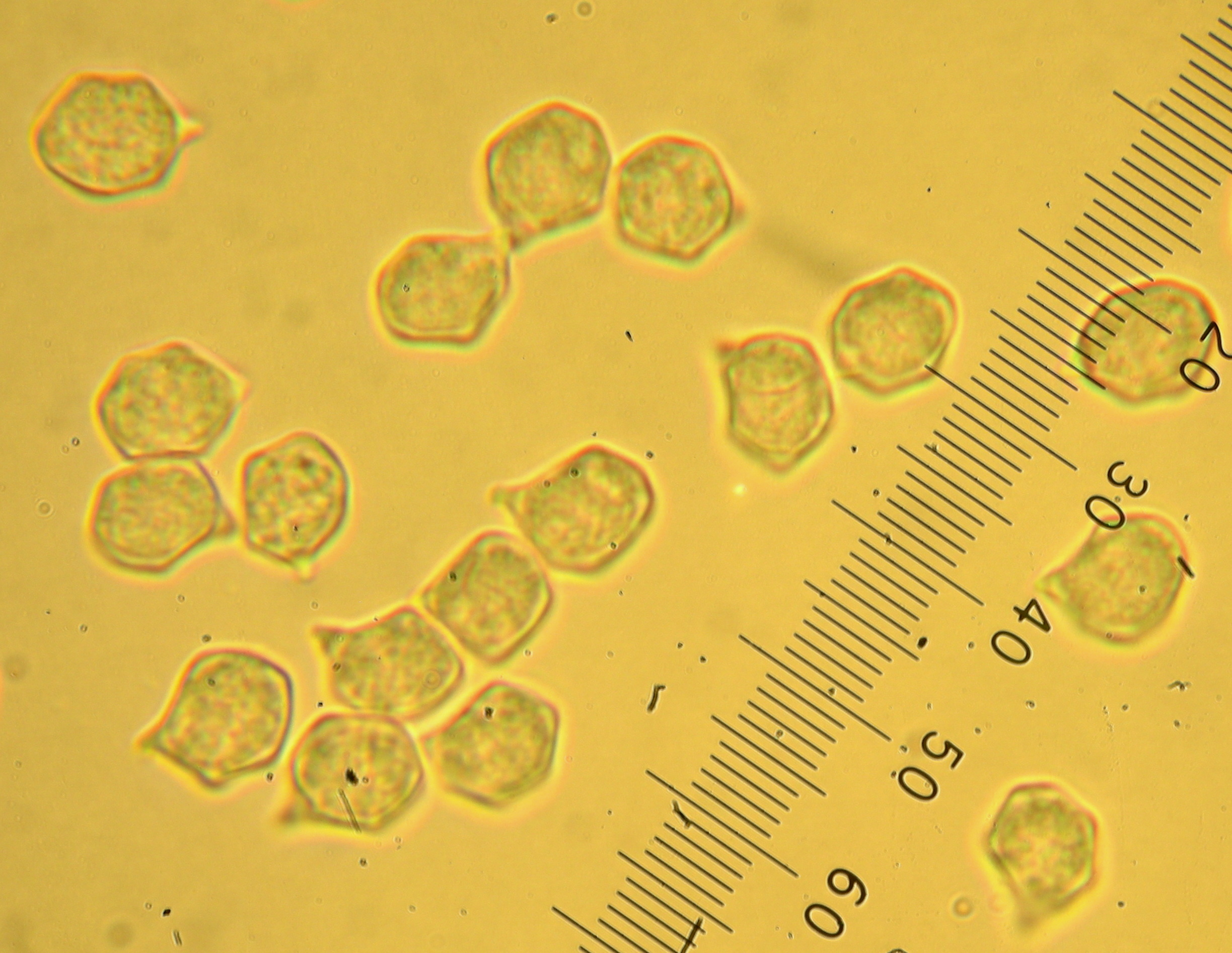
Угловатые споры энтоломы свинцово-белой

Гифальная система плодовых тел мономитическая, то есть плодовые тела энтолом состоят только из генеративных гиф. Гифы с пряжками или без них, неамилоидные.
Споровый порошок розового или розовато-коричневого цвета. Споры у всех видов угловатые, тонко- или толстостенные. Базидии дву- или четырёхспоровые. Хейлоцистиды — цистиды, расположенные по краям пластинок, — чаще всего присутствуют, плевроцистиды, то есть цистиды на поверхности пластинок, у большинства видов отсутствуют. Кутикула шляпки (пилеипеллис) у различных видов имеет различное строение: она может быть кутисом, триходермисом или гименодермисом. Гифы с пряжками или без них. Короткие (30—100 мкм), вздутые или цилиндрические гифы характерны, например, для подрода Entoloma, длинные веретеновидные гифы — для Nolanea. Трама пластинок и шляпки правильная:85, то есть их гифы почти не переплетаются, а располагаются параллельно друг другу.

### Сходные виды из других родов
Плодовые тела многих энтолом напоминают представителей других, иногда не родственных им родов. Один из таких родов — Плютей (Pluteus) из семейства Плютеевые (Pluteaceae). Однако представители этого рода заметно отличаются от энтолом — их розоватые пластинки всегда свободны от ножки. На энтоломы внешне также похожи представители некоторых родственных родов. Для некоторых клитопилюсов (Clitopilus) характерны нисходящие пластинки и отсутствие цистид, как и у многих энтолом. Некоторые виды образуют микоризу:82. У других представителей этого рода, ранее выделяемых в род родоцибе (Rhodocybe), пластинки приросшие к ножке или нисходящие на неё, шляпка вдавленная в центре:77. Однако представители всех этих родов сильно отличаются от энтолом формой спор — в отличие от угловатых спор энтолом, у представителей этих родов они округлые, продолговатые, бородавчатые или полосатые.

## Экология и распространение
Большинство представителей рода — сапротрофы, произрастающие на почве в лесах и на лесной подстилке. Некоторые виды произрастают на старой разлагающейся древесине. Некоторые виды подрода Entoloma образуют микоризу с различными деревьями и кустарниками из семейства Розовые (Rosaceae). Некоторые виды произрастают на других базидиомицетовых грибах:85. Энтолома паразитная встречается на плодовых телах лисички обыкновенной.

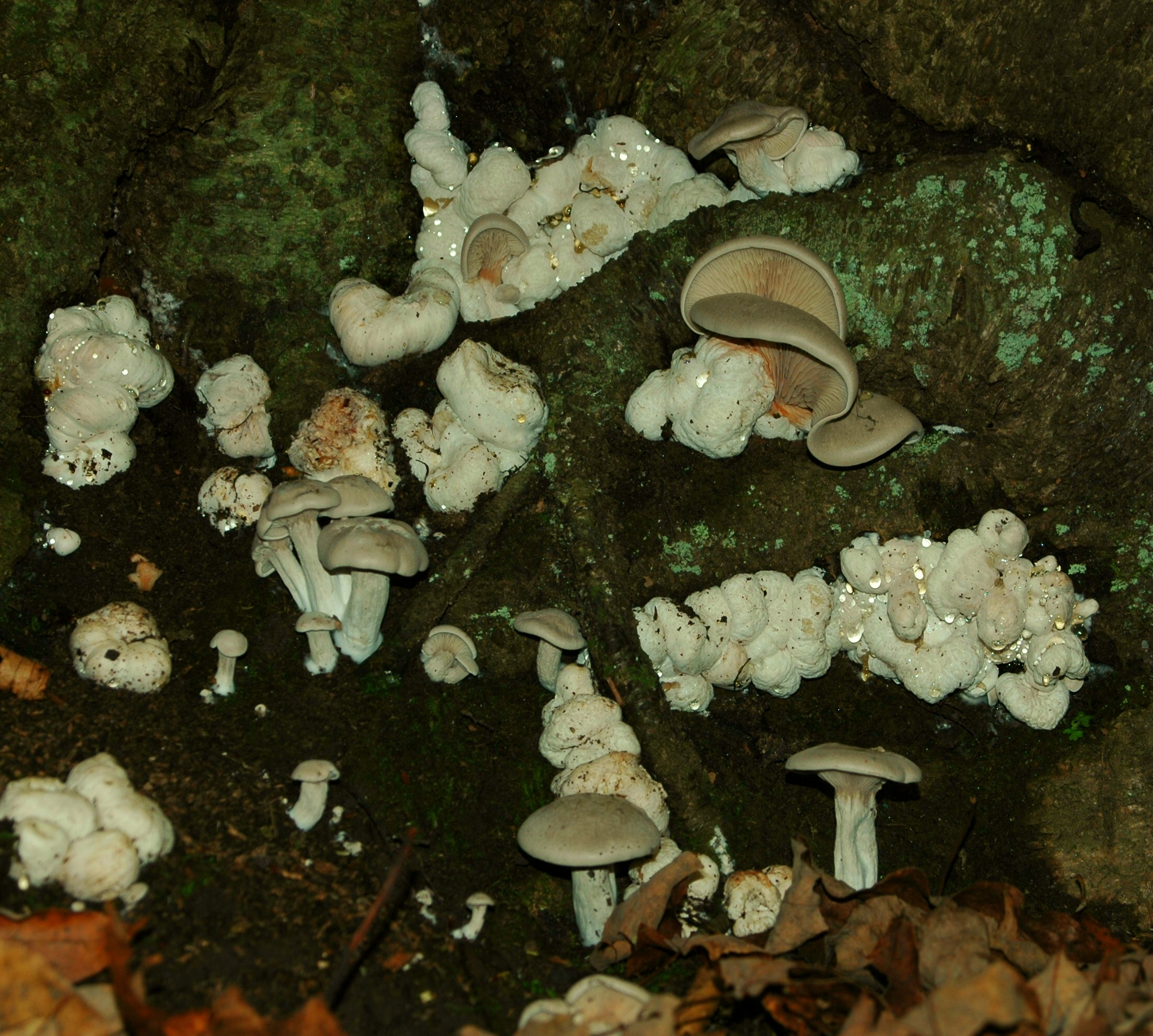
Шляпконожечные плодовые тела энтоломы недоразвитой нередко произрастают вперемешку с бесформенными, «недоразвитыми» плодовыми телами, появляющимися в результате паразитирования этой энтоломы на некоторых видах опёнка, в том числе опёнке толстоногом.

Представители рода Энтолома известны на всех континентах, за исключением Антарктиды. Многие виды произрастают на неплодородных лугах Северного полушария. Велико и разнообразие видов, произрастающих во влажных тропических лесах Австралии и Новой Зеландии.

## Пищевое значение
Практическое значение энтолом очень невелико. Токсичность большей части видов не изучена, некоторые виды редки. Часть преимущественно осенних видов, например типовой вид рода, энтолома оловянная, содержит токсины, вызывающие сильное желудочно-кишечное отравление. Энтолома продавленная содержит мускарин — сильно ядовитое для человека вещество, содержащееся также в мухоморе красном. Известны случаи отравления энтоломой оловянной со смертельным исходом. Многие виды редки, например съедобная Entoloma bloxamii. Лишь некоторые виды признаются съедобными и безопасными для употребления в пищу. К ним относится паразит энтолома недоразвитая, обычно легко узнаваемая по бесформенным плодовым телам, внешне напоминающим дождевики.

## История наименования и систематика
Название Entoloma происходит от др.-греч. ἐντός — «внутри» и λῶμα — «край», что относится к подвёрнутому краю шляпок молодых грибов многих видов. Элиас Магнус Фрис в 1821 году выделил в ряд Hyporrhodius сборного рода Agaricus все грибы с розовыми пластинками. В 1838 году он разделил этот ряд на несколько других таксонов в ранге «триб»: виды с общим покрывалом были отнесены к трибе Volvaria, без общего покрывала, но со свободными пластинками к трибе Pluteus, грибы с трихоломатоидным габитусом перенесены в трибу Entoloma, виды с вдавленными шляпками и низбегающими пластинками в Clitopilus, в Leptonia помещены виды с немясистыми выпуклыми шляпками, в Nolanea — с колокольчатыми шляпками и полыми ножками, а в Eccilia — с приросшими пластинками и вдавленными шляпками. В 1886 году Люсьен Келе создал род Rhodophyllus, поместив в него все виды с розовыми приросшими или выемчатыми пластинками и угловатыми спорами. Этот род был близок по объёму к первоначальному Hyporrhodius.
Филогенетические исследования 2009 года показали, что род Entoloma sensu lato является монофилетичным, а роды Nolanea, Leptonia и Inocephalus парафилетичны.
В 2011 году микологи Тимоти Барони, Дэвид Ларджент и Валери Хофстеттер выделили из рода Энтолома род Entocybe. Этот род объединяет виды с 6—10-угольными спорами, по данным молекулярно-филогенетических исследований, родственные друг другу. В классификации Норделоса большая часть этих видов входила в секцию Turfosa подрода Entoloma.
Род Энтолома наряду с родом Клитопил (Clitopilus) и двумя другими родственными родами включён в семейство Энтоломовые (Entolomataceae) порядка Агариковые (Agaricales).
|  |               |  |               |                     |                                      |  | ещё 14 классов в 3 подотделах | ещё 14 классов в 3 подотделах |                       |  |  |  | ещё 28 семейств                              | ещё 28 семейств                              |                  |  |  |  |  |
|  |               |  |               |                     |                                      |  | ещё 14 классов в 3 подотделах | ещё 14 классов в 3 подотделах |                       |  |  |  | ещё 28 семейств                              | ещё 28 семейств                              | более 1000 видов |  |  |  |  |
|  |               |  |               | отдел Базидиомикота |                                      |  |                               |                               | порядок Агариковые    |  |  |  |                                              | род Энтолома                                 |                  |  |  |  |  |
|  |               |  |               | отдел Базидиомикота |                                      |  |                               |                               | порядок Агариковые    |  |  |  |                                              | род Энтолома                                 |                  |  |  |  |  |
|  | царство Грибы |  |               |                     | класс Агарикомицеты (Agaricomycetes) |  |                               |                               | семейство Энтоломовые |  |  |  |                                              |                                              |                  |  |  |  |  |
|  | царство Грибы |  |               |                     |                                      |  |                               |                               |                       |  |  |  |                                              |                                              |                  |  |  |  |  |
|  |               |  | ещё 6 отделов | ещё 6 отделов       |                                      |  |                               | ещё 16 порядков               | ещё 16 порядков       |  |  |  | ещё 3 рода Клитопил, Entocybe и Rhodocybella | ещё 3 рода Клитопил, Entocybe и Rhodocybella |                  |  |  |  |  |
|  |               |  |               | ещё 6 отделов       |                                      |  |                               |                               | ещё 16 порядков       |  |  |  |                                              | ещё 3 рода Клитопил, Entocybe и Rhodocybella |                  |  |  |  |  |

### Внутриродовая классификация

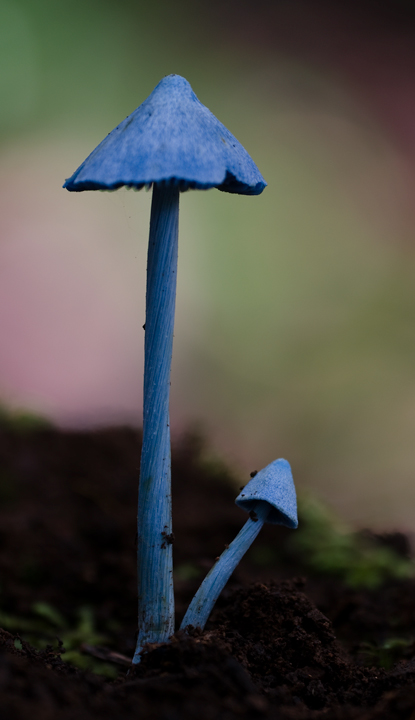
Entoloma virescens — один из ярко окрашенных представителей рода. Произрастает в Австралии.

Род Энтолома долгое время включал намного меньше видов, чем сейчас. Многие ныне включённые в него виды относились к родам Leptonia и Nolanea. В 1976 году американский миколог Сэмюэл Маззер выделил из Nolanea род Pouzarella. Ларджент выделял из рода Entoloma ещё несколько родов: Alboleptonia, Calliderma, Clitopiloidea, Fibropilus и Paraeccilia. Питер Ортон создал роды Omphaliopsis и Trichopilus. Голландский миколог Махил Норделос в 1992 году предложил классификацию, в которой все эти роды включены в род Энтолома, разделённый на одиннадцать подродов:
- В Alboleptonia входят виды с небольшими светло окрашенными плодовыми телами, чешуйчатой шляпкой и кутикулой-триходермисом[17].
- В Allocybe включены виды с длинными веретеновидными гифами и крупными многочисленными цистидами[18].
- Подрод Claudopus объединяет грибы с сильно нисходящими на ножку пластинками, крепидотоидным или омфалиноидным габитусом (то есть ножка эксцентрическая, шляпка почковидной формы, или же шляпка с глубоким углублением и нисходящими на ножку пластинками) и гифами, на которых обычно присутствуют пряжки[19].
- Clitopiloides содержит виды с длинными веретеновидными гифами без пряжек и отсутствующими цистидами[20].
- Большую часть подрода Entoloma составляют виды с мясистыми плодовыми телами, отсутствующими или немногочисленными цистидами и короткими гифами с пряжками[21].
- Inocephalus объединяет виды с миценоидным или иноцибоидным габитусом, негладкой шляпкой и гифами, у которых обычно имеются пряжки[22].
- В подрод Leptonia Норделос относит большую часть видов с коллибиоидным или клитоцибеоидным габитусом, то есть их плодовые тела имеют выпуклую шляпку с подвёрнутым краем и приросшими или нисходящими пластинками[23].
- Подрод Nolanea включает большей частью миценоидные грибы (грибы с конической или колокольчатой шляпкой и длинной тонкой ножкой) с длинными веретеновидными гифами без пряжек[24].
- Грибы с омфалиноидными плодовыми телами с мелкочешуйчатыми шляпками и гифами с пряжками включены в подрод Omphaliopsis[25].
- Paraleptonia содержит виды с крепидотоидным, коллибиоидным или омфалиноидным габитусом, вздутыми гифами с пряжками[26].
- Подрод Pouzarella включает миценоидные или иноцибоидные грибы с бурыми пластинками, опушёнными шляпкой и ножкой и гифами без пряжек[27].

### Виды
Типовой вид рода Энтолома — Entoloma sinuatum (Bull. ex Pers.) P. Kumm. 1871. Согласно классификации Махила Норделоса, в род входят более тысячи видов.
Были изданы многочисленные монографии рода для различных регионов мира. Например, в книге Flora Agaricina Neerlandica приведены описания видов рода, произрастающих в Северной Европе. Также существует несколько публикаций об энтоломах Индии, Австралии, Северной Америки.
Некоторые представители:
- Entoloma byssisedum (Pers.) Donk 1949 — Энтолома войлочноокутанная. Вид подрода Claudopus. Плодовые тела мелкие, диаметр негигрофанной шляпки не превышает 1 см. Поверхность шляпки бархатистая или гладкая, матовая или блестящая, окрашена в светло-серые или коричневатые тона. Ножка короткая, до 5 мм длиной, иногда центральная, затем заметно эксцентрическая, серо-коричневая. Цистиды отсутствуют. Кутикула шляпки — кутис. Широко распространена по всей Европе[3]:172.
- Entoloma conferendum (Britzelm.) Noordel. 1980 — Энтолома собираемая. Включена в подрод Inocephalus. Шляпка 2—5 см в диаметре, конической, затем выпуклой формы, сильно гигрофанная, серо-коричневого или красно-коричневого цвета. Поверхность шляпки заметно блестящая, в центре обычно покрыта мелкими чешуйками. Ножка до 8 см длиной, ровная или расширяющаяся к основанию, волокнистая, в нижней части нередко с белым опушением, коричневого цвета. Цистиды отсутствуют. Пилеипеллис — кутис из цилиндрических гиф — в центральной части иногда переходит в триходермис. Распространена по всей Европе, встречается довольно часто[3]:120.
- Entoloma costatum (Fr.) P. Kumm. 1871. Единственный вид подрода Clitopiloides. Шляпка до 7 см в диаметре, сначала выпуклой, затем плоской и слабо вдавленной формы, красно-коричневого или чёрно-коричневого цвета, гигрофанная, но не просвечивающая. Ножка до 10 см длиной, обычно светлее шляпки, серо-коричневого или красно-бурого цвета. Цистиды отсутствуют. Кутикула шляпки — кутис из узких цилиндрических или булавовидных гиф. Встречается очень редко, произрастает на лугах, изредка в лесах[3]:111.
- Entoloma excentricum Bres. 1881 — Энтолома эксцентрическая. Единственный европейский представитель подрода Allocybe. Шляпка негигрофанная, мясистая, до 6 см в диаметре, светло-коричневого цвета, гладкая или бархатистая. Ножка 3—8 см длиной и до 8 мм толщиной, несмотря на видовой эпитет, обычно центральная, цилиндрическая или немного сужающаяся книзу, беловатая, в нижней части с белым опушением. Хейлоцистиды присутствуют. Кутикула шляпки — кутис, иксокутис, триходермис или иксотриходермис, состоящий из цилиндрических гиф до 10 мкм толщиной. Встречается очень редко, на лугах в Европе[3]:117.
- Entoloma incanum (Fr.) Hesler 1967 — Энтолома седая. Входит в подрод Leptonia. Шляпка до 4 см в диаметре, полушаровидная, затем выпуклая и плоская, негигрофанная, в центральной части чешуйчатая, окрашена в оливково-зелёные или оливково-коричневые тона, реже жёлто-зелёная. Ножка до 8 см длиной, тонкая, жёлто-зелёного цвета. Цистиды отсутствуют. Произрастает на лугах и лесных опушках. Широко распространена в Евразии и Америке. Ядовита[3]:165.
- Entoloma incarnatofuscescens (Britzelm.) Noordel. 1985. Представитель подрода Omphaliopsis. Шляпка менее 4 см в диаметре, выпуклая, затем с вдавленным центром, гигрофанная, бледно-коричневого или красно-коричневого цвета. Пластинки приросшие к ножке или с нисходящими зубцами, бледные, затем розоватые. Ножка до 6 см длиной, тонкая, цилиндрическая, серо-синяя. Цистиды отсутствуют. Кутикула шляпки — кутис или триходермис. Широко распространена в лесах Северной, Западной и Центральной Европе[3]:175.
- Entoloma neglectum (Lasch) M.M. Moser 1980 — Энтолома заброшенная. Включена в подрод Paraleptonia. Шляпка до 4 см в диаметре, плоско-выпуклой формы, затем уплощённая и вдавленная, кремового цвета, негигрофанная. Пластинки приросшие к ножке или низбегающие на неё, белого цвета. Ножка 1—2,5 см длиной, цилиндрическая, белая, просвечивающаяся. Цистиды отсутствуют. Пилеипеллис у большинства экземпляров — кутис, реже триходермис. Гифы с пряжками. Произрастает на полях в Европе, встречается довольно редко[3]:175.
- Entoloma sericellum (Fr.) P. Kumm. 1871. Входит в Alboleptonia. Шляпка колокольчатой, затем выпуклой формы, не превышающая 4 см в диаметре, слабо гигрофанная, белого цвета, иногда с желтоватым или розоватым оттенком. Пластинки с небольшими нисходящими на ножку зубчиками. Ножка до 6 см длиной, гладкая, беловатая. Хейлоцистиды цилиндрической или веретеновидной формы. Гифы с пряжками. Пилеипеллис — кутис. Распространена в Европе и Северной Америке[3]:149.
- Entoloma sinuatum (Bull. ex Pers.) P. Kumm. 1871 — Энтолома ядовитая. Один из представителей подрода Entoloma. Плодовые тела мясистые, шляпка достигает 25 см в диаметре, конической, затем выпуклой формы, со слабо выраженным бугорком в центре, негигрофанная. Поверхность шляпки светло-охристая или коричневатая, во влажную погоду слабо слизистая, при подсыхании бархатистая. Ножка до 12 см длиной, слабо расширяющаяся книзу, буроватая, тёмно-волокнистая. Цистиды отсутствуют. Пилеипеллис — иксокутис. Пряжки на гифах многочисленны. Ядовита. Широко распространена в Европе, однако наиболее часто встречается в южной и западной частях[3]:95.
- Entoloma vernum S. Lundell 1937 — Энтолома весенняя. Один из тёмноокрашенных видов подрода Nolanea. Шляпка до 6 см в диаметре, гигрофанная, остроконическая, затем плоско-выпуклая, коричневого цвета, гладкая. Ножка до 9 см длиной, серовато-желтоватая, в основании с белым мицелием, цилиндрическая. Цистиды отсутствуют. Пилеипеллис — кутис. Известна из Северной Америки и Евразии. Ядовита[3]:129.
- Entoloma versatile (Fr. ex Gillet) M.M. Moser 1978. Входит в подрод Pouzarella. Плодовые тела мелкие, с конической, затем коническо-выпуклой слабо гигрофанной волокнистой шляпкой оливково-серого или оливково-коричневого цвета. Ножка в верхней части бледная, ниже серая, в основании с красноватым оттенком, покрытая серебристо-серыми полосками или волоконцами. Хейлоцистиды многочисленные, тонкостенные, бутылковидной или лимоновидной формы. Гифы без пряжек, вздутые. Широко распространена по всей Европе, однако встречается редко[3]:116.

| |  |  |  |
| Слева направо: Entoloma flavoviride из подрода Pouzarella, Entoloma murrayi из Nolanea, Entoloma mougeotii из Leptonia и Entoloma bloxamii из Entoloma s.s. |  |  |  |